# 隠岐古典相撲大会
隠岐古典相撲大会（おきこてんずもうたいかい）は、島根県の隠岐郡で行われる相撲大会のこと。一般的な相撲大会と違い、島内で祝い事があったときにのみ開催され、島を挙げて夜通し取り組みが行われるのが特徴である。

## 歴史
島根県の隠岐地方は古くから相撲が盛んな地域であった。遅くとも江戸時代の初期には島内にある水若酢神社の社殿改築時に相撲興業が催されたという。勧進相撲として盛んに相撲が行われていた。明治時代から昭和初期にかけて島内で祝い事があった際には島を挙げての相撲大会が開催をされていた。
しかし、高度経済成長期に入ると島内の若者たちが島外に流出するようになり、島内の活気が失われるようになった。島内の相撲大会も昭和30年台後半に開催された大会を最後に行われなくなっていた。
これを憂えた地元出身の実業家、横地治男の提唱により地元相撲愛好家と相撲経験者が集まり、1971年（昭和46年）11月23日に「大巾会（おおはばかい）」を設立した。同会の目的は「伝統ある隠岐の相撲を語り合い、会員の親睦と相撲の発展と、島民の士気高揚を図る」ことである。
1972年11月3日、水若酢神社二の鳥居復興奉祝として第1回隠岐古典相撲大会が開催された。以後、島内で祝い事があるたびに開催されており、島内最大のイベントとして定着している。
また隠岐の島町出身の元大相撲力士・隠岐の海は、2023年9月30日に両国国技館で開催された引退相撲を隠岐古典相撲の形式で行った。

## 大会の流れ
以下は第14回大会のものである。
- 役力士の決定後、開催1ヶ月前に正式な番付が発表され、そのころから出場力士たちは稽古を始める。さらに地域の女性が中心となって稽古後に振る舞う食事や酒の用意なども行われ、これが地域のつながりの強化に一役買っている。
- 1日目の午前11時30分に役力士の家で出陣式を行い、その後力士たちは氏神に参拝する。
- 参拝後、同日の午後4時30分に力士たちは行列を組んで古典相撲の会場に向かう。
- 午後5時30分、隠岐古典相撲大会の始まり。各地域の力士7人から8人が土俵に上がり、一人ひとり紹介を受ける。
- 午後9時半。取り組みは、15歳前後の少年が務める「草結」によるものから始まる。その後、朝までほぼ途切れることなく取組が行われるが、途中休憩で相撲甚句の披露なども行われる。
- 翌午前9時、役力士による取組「役相撲」の始まり。予定が延びて正午ごろの開始になることもある。

### 大会の歴史
| 回     | 開催日                     | 大会名                                                                   | 会場                                               | 備考 |
| ------ | -------------------------- | ------------------------------------------------------------------------ | -------------------------------------------------- | --- |
| 第1回  | 1972年（昭和47年）11月 3日 | 水若酢神社大鳥居竣工奉納                                                 | 五箇村郡／水若酢神社境内特設土俵                   | |
| 第2回  | 1973年（昭和48年） 7月13日 | 伊賀正神社夜の宮祭奉納物故相撲先駆者追善供養                             | 西郷町原田／伊賀正神社特設土俵                     | |
| 第3回  | 1974年（昭和49年） 9月28日 | 都万村内小学校開校百周年記念祝賀                                         | 都万村都万／都万小学校特設土俵                     | |
| 第4回  | 1979年（昭和54年）10月21日 | 隠岐国分寺鐘楼堂落慶                                                     | 西郷町池田／隠岐国分寺境内特設土俵                 | |
| 第5回  | 1980年（昭和55年）9月21日  | 隠岐古典相撲大巾会結成10周年記念武良大会                                 | 西郷町中村／中村福祉館横特設土俵                   | |
| 第6回  | 1983年（昭和58年）11月3日  | 水若酢神社本殿葺替工事竣工祝賀奉納                                       | 五箇村郡／水若酢神社境内特設土俵                   | 小説『渾身』（後に映画化）のモデルとなった大会 NHK特集にてドキュメンタリー「熱戦！隠岐 徹夜相撲」として採りあげられる（1983年12月23日、NHK） |
| 第7回  | 1988年（昭和63年）5月29日  | 主要地方道西郷・都万・五箇線（那久・油井間）道路災害関連工事竣工祝賀奉賛 | 都万村都万／都万村常設土俵                         | |
| 第8回  | 1991年（平成3年）9月22日   | 西郷町立西郷小学校、西郷町立武道館新築竣工祝賀奉賛                       | 西郷町西町／隠岐島文化会館内特設会場               | |
| 第9回  | 1992年（平成4年）8月27日   | 五箇村立五箇中学校改築竣工祝賀奉賛                                       | 五箇村郡／五箇中学校屋外運動場特設土俵             | |
| 第10回 | 1999年（平成11年）10月16日 | 銚子ダム竣工記念                                                         | 西郷町原田／銚子ダムサイト特設土俵                 | |
| 第11回 | 2001年（平成13年）11月3日  | 水若酢神社遷宮奉祝記念                                                   | 五箇村郡／水若酢神社境内特設土俵                   | |
| 第12回 | 2006年（平成18年）7月8日   | 新隠岐空港開港祝賀奉納                                                   | 隠岐の島町岬町／空港ふれあい公園内特設土俵         | |
| 第13回 | 2007年（平成19年）9月15日  | 島根県立隠岐水産高等学校創立百周年記念祝賀奉納                           | 隠岐の島町東郷／隠岐水産高等学校特設土俵           | |
| 第14回 | 2012年（平成24年）7月28日  | 新隠岐病院開院祝賀奉納                                                   | 隠岐の島町栄町／隠岐の島町総合体育館駐車場特設土俵 | |
| 第15回 | 2024年（令和6年）9月15日   | 隠岐の島町町政20周年記念 （隠岐の島町新庁舎竣工祝賀奉納）                | 隠岐の島町下西／隠岐の島町町役場駐車場             | 当初は2020年に開催予定であったが、新型コロナウィルスによる影響により延期された。                                                             |

## 特徴
座元と寄方
隠岐古典相撲大会は、20年に1度行われる水若酢神社の遷宮時に加え、島内の学校の開校、公共事業の完成など祝い事があった際に行われる。祝い事があった地域を「座元」と呼び、他の地域を「寄方」と呼ぶ。この2つを大相撲で言う東西に分けて扱う。
役力士
大関・関脇・小結に加え、草結と呼ばれる役が座元・寄方それぞれにあり、最高位は大関。横綱は存在しない。これらの役にゆいた力士を「役力士」と呼ぶ。他の男性たちは「割相撲」と呼ばれる、300番にも及ぶ取り組みに出場する。役力士の選考基準は相撲の強さに加え、地域への貢献度や人格などが該当する。さらに運の要素も絡むといい、隠岐の島町観光課の前田隼人によると、いくらそれらの条件を満たしていてもその時点で大会が開催されていなければ役力士を務めるチャンスがない。
激励の塩
土俵に上がる力士だけでなく、溜まりにいる応援者も力士めがけて塩を投げる。
人情相撲
取組は2番行われ、最初に勝った力士は次の1番は相手に勝ちを譲って、1勝1敗になるようにするのが決まり。島内で人間関係にしこりを残さないようにするために配慮である。このことから、隠岐古典相撲は「人情相撲」とも呼ばれる。
柱相撲
役力士が商品として授与されるのは、長さ約5mの太い柱。ここから隠岐古典相撲は「柱相撲」とも呼ばれる。